# Альдобрандини, Ипполито (младший)
Ипполито Альдобранди́ни младший (итал. Ippolito Aldobrandini, iuniore; 1596, Рим, Папская область — 19 июля 1638, там же) — итальянский куриальный кардинал. Кардинал-племянник. Камерленго Святой Римской Церкви с 7 июня 1623 по 19 июля 1638. Кардинал-дьякон с 19 апреля 1621, с титулярной диаконии Санта-Мария-Нуово с 17 мая 1621 по 16 марта 1626. Кардинал-дьякон с титулярной диаконии Сант-Анджело-ин-Пескерия с 16 марта 1626 по 6 февраля 1634. Кардинал-дьякон с титулярной диаконии Сант-Эустакьо с 6 февраля 1634 по 19 июля 1638.

## Ранние годы и образование
Родился Ипполито Альдобранди́ни младший в 1596 году, в Риме. Сын Джанфранческо Альдобрандини, князя Россано и Олимпии ди Пьетро. Брат кардинала Сильвестро Альдобрандини (1603), племянник кардинала Пьетро Альдобрандини (1593) и кардинала Чинцио Пассери Альдобрандини (1593), внучатый племянник Папы Климента VIII (1592—1605)  и кардинала Джованни Альдобрандини (1570). Другими кардиналами семьи были Баччо Альдобрандини (1652) и Алессандро Альдобрандини (1730).
Где получил образование, информация не найдена.
15 марта 1621 года стал провостом Сан-Микеле, в Парме.

## Кардинал
Возведён в кардинала-дьякона на консистории от 19 апреля 1621 года, получил красную шляпу и титулярную диаконию Санта-Мария-Нуово с 17 мая 1621 года. Кардинал-племянник.
Ипполито Альдобрандини был рукоположен в священники 8 декабря 1621 года в церкви Сан-Доменико монастыря Монте-Маньянаполи в Риме кардиналом Оттавио Бандини. 18 февраля 1622 года аббат Сан-Анджело-ди-Прочида, в Неаполе. 14 сентября 1622 года аббат Санта-Мария-делла-Жиронда, Боццоли, в Кремоне.
Участвовал в Конклаве 1623 года, который избрал Папу Урбана VIII. Камерленго Святой Римской Церкви с 7 июня 1623 года до самой своей смерти. 16 марта 1626 года избран для титулярной диаконии Сант-Анджело-ин-Пескерия. 6 февраля 1634 года избран для титулярной диаконии Сант-Эустакьо.
Скончался кардинал Ипполито Альдобрандини младший 19 июля 1638 года, в Риме, около полудня, в своей римской резиденции, где он страдал от постоянной лихорадки в течение 11 дней. Похороны состоялись 21 июля 1638 года в базилике Святых XII Апостолов и вечером был перенесен и похоронен в семейной капелле в церкви Санта-Мария-сопра-Минерва, в Риме.